# Nicolas Carnat
Nicolas Carnat (* 12. Juni 1934 in Basel, heimatberechtigt in Glovelier) ist ein Schweizer Politiker (FDP).
Der Sohn von Nationalrat Germain-Joseph Carnat folgte dem Beispiel seines Vaters und studierte Veterinärmedizin an der Universität Neuchâtel, anschliessend auch an der École nationale vétérinaire in Maisons-Alfort. Nach dem Studienabschluss war er in Delémont und Bassecourt als Tierarzt tätig. Ab 1989 war er Mitglied des Gemeinderates von Bassecourt, ab 1991 auch Abgeordneter des Parlaments des Kantons Jura. 1994 kandidierte er ohne Erfolg um einen Sitz in der Kantonsregierung. Am 23. Januar 1995 rückte er für den zurückgetretenen Michel Flückiger in den Ständerat nach. Bei den Wahlen im Oktober 1995 gelang es ihm jedoch nicht, seinen Sitz zu verteidigen und übte sein Amt nur bis zum 3. Dezember 1995 aus. Danach zog er sich aus der Politik zurück.